# 원주 상원사지 석탑 및 광배
상원사지 석탑 및 광배(上院寺址 石塔 및 光背)는 대한민국 강원특별자치도 원주시 신림면 성남리에 있는 석탑 및 광배이다. 1971년 12월 16일 강원특별자치도의 유형문화재 제25호로 지정되었다.

## 개요
상원사는 치악산 중턱인 해발 1,100m에 자리잡고 있어 우리나라에서 제일 높은 곳에 있는 절이다. 신라 때 무착선사가 창건했다고 하며, 꿩이 이 절의 종을 울려서 스님을 살려 은혜를 갚았다는 전설이 내려오고 있다.
절내의 대웅전 앞에 동서로 나란히 서 있는 이 두 탑은 2층 기단(基壇) 위에 3층의 탑신(塔身)을 올린 모습으로, 크기와 형식에 있어 서로 비슷하다. 아래 ·위층 기단에는 네 모서리와 면의 가운데에 기둥모양을 새겼다. 탑신은 1층 몸돌이 큰 편이나, 2층부터는 높이가 많이 줄어들었다. 지붕돌은 밑면의 받침이 모두 1단으로 이루어졌으며, 네 귀퉁이는 살짝 들려 있다. 꼭대기에는 둥근 연꽃봉오리모양의 독특한 머리장식이 놓여 있다.
전체적으로 통일신라의 전형적인 석탑양식을 따르고 있으며, 지붕돌 받침이 간략화된 모습으로 보아 통일신라 후기에 만들어진 작품으로 짐작된다.
동쪽 탑 앞에는 석불의 것으로 보이는 광배(光背)와 대좌(臺座)가 놓여 있다. 광배는 불꽃무늬 테두리 안에 연꽃과 덩굴무늬를 장식하였는데 세련된 조각수법을 보이고 있다. 대좌의 형태는 8각형이며, 한 면의 일부가 조금 깨졌다. 불상은 남아있지 않아 그 모습을 알 수 없으나, 광배와 대좌의 조각양식으로 보아 통일신라 후기∼고려전기 사이에 만들어진 것으로 짐작된다.

## 참고 문헌
- 상원사지석탑및광배 - 국가유산청 국가유산포털